# 4756 Asaramas
4756 Asaramas eller 1950 HJ är en asteroid i huvudbältet som upptäcktes den 21 april 1950 av La Plata-observatoriet. Den är uppkallad efter den argentinska amatörastronom föreningen Asociación Argentina Amigos de la Astronomía.
Asteroiden har en diameter på ungefär 11 kilometer och den tillhör asteroidgruppen Eos.